# Akmonistion
Akmonistion (дав.-гр. — «вітрило ковадло») — монотипний рід вимерлих суцільноголових хрящових риб родини Stethacanthidae ряду Symmoriida надряду акул. Єдиний представник роду — Akmonistion zangerli, відкритий Стеном Вудом у 1982 році. Akmonistion були хижими акулами, котрі жили в ранньому карбоні, приблизно 320 млн років тому. Більшість викопних решток знайдено поблизу Бірсдена у Шотландії. Назва роду походить від давньогрецького дав.-гр. «akmon» («ковадло») + «istion» («вітрило»), що посилається на форму його першого спинного плавця.

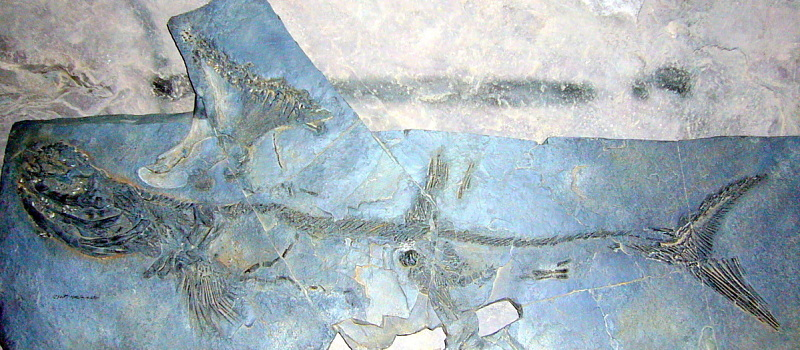
Скам'янілості голотипа

Відрізняються незвичайним виростом специфічної форми на спинному плавці, так званим «хребетно-щітковим комплексом», невідомої функції. Схожий виріст також зустрічається у більш відомого роду — стетаканта. Akmonistion сягали 62 см у довжину. Мали роздвоєний хвостовий плавець та дорсальний шип, покритий безліччю дентиклів.

## Див.також
- Стетакант